# 白井龍珀
白井 龍伯（しらい りゅうはく/りょうはく、生没年不詳）は、戦国時代の人物。豊臣氏の軍師（軍配者） 。

## 略歴
『武家砕玉話脱漏』や『東武談最』などに登場する人物。占いに長じた者であり、慶長16年（1611年）3月28日、徳川家康と豊臣秀頼の二条城での会見の際、その吉凶を占った 。龍伯はすぐに香を炊き煙を見ると大凶であったと言い、結果を片桐且元に知らせるも、家康と不和になることを恐れた且元に「吉」と書き直すことを命じられ改竄を余儀なくなれた 。